# Дмитриев, Пётр Ильич
Пётр Ильич Дмитриев (27 ноября 1894 — 29 ноября 1958) — советский хозяйственный, государственный и политический деятель.

## Биография
Родился в 27 ноября 1894 года рабочей в семье.
Работал учителем. В 1919 году вступил в ВКП(б). С 1919 по 1925 год служил в Красной армии на политработе. С 1926 года на хозяйственной и партийной работе. В 1931—1935 годах работал в аппарате Московского городского комитета ВКП(б). С мая 1937 года — первый секретарь Киевского райкома ВКП(б). В 1938 году избирался депутатом Верховного Совета РСФСР 1-го созыва от Киевского избирательного округа. В том же году избран заместителем председателя Московского городского Совета депутатов.
Позднее работал начальником Московского городского управления трудовых резервов, председателем партийной комиссии при Московского горкоме ВКП(б)/КПСС. Был делегатом XVIII съезда ВКП(б), и делегатом XIX и XX съездов КПСС.
Умер в Москве 29 ноября 1958 года, похоронен на Новодевичьем кладбище.

## Награды
- Орден Трудового Красного Знамени (1947)[3]